# Woodpecker Detective’s Office
Woodpecker Detective's Office (яп. 啄木鳥探偵處 кицуцуки тантэи-докоро, Детективное агентство «Дятел») — японский детективный роман Кэя Йи, вышедший в 1999 году.
Роман был адаптирован в виде аниме в 2020 году студией Liden Films.

## Сюжет
1909 год, эпоха Мэйдзи. История рассказывает о том, как Такубоку Исикава и Кёсукэ Киндаити берутся за расследование истории о появляющемся в Рёнкаку, первом построенном в западном стиле небоскребе Японии, призраке.

## Персонажи
Такубоку Исикава (яп. 石川啄木 Иcикава Такубоку) — частный сыщик, открывший агентство «Дятел». Его образ основан на образе поэта Такубоку Исикава.
Сэйю: Синтаро Асанума
Кёсукэ Киндаити (яп. 金田一 京助 Киндаити Кё:сукэ) — помощник Такубоку. Образ основан на лингвисте Кёсукэ Киндаити.
Сэйю: Такахиро Сакураи

## Медиа

### Роман
Детективный роман был написан Кэем Йи и впервые издан в 1999 году издательством Tokyo Sogensha в формате танкобон. В 2008 году он был переиздан в меньшем размере — бунко.

### Манга
Синъя Минами создал мангу на основе романа, она печаталась в журнале Young Magazine the 3rd издательства Kodansha с июня 2020 года, а после его закрытия — в Monthly Young Magazine. Последняя глава вышла 20 мая 2021 года в июньском выпуске журнала. Её первый том вышел 19 февраля 2021 года, а второй — 19 августа того же года.

### Аниме
22 марта 2019 года было объявлено об адаптации в виде аниме-сериала. Съёмками занималась студия Liden Films под руководством Симпэя Эдзаки, режиссёром стал Томоэ Макина, за написание сценария отвечал Таку Кисимото. Дизайном персонажей занимался иллюстратор Сюити Хара. Начало показа на каналах TOKYO MX, BS Fuji и CS Family состоялось 13 апреля 2020 года. Макото Фурукава исполнил начальную песню сериала Honjitsu mo Makoto ni Seiten Nari, тогда как NOW ON AIR исполняют завершающую Gondola no Uta.

## Критика
Детективная история выполнена в стиле Эллери Куина — зритель получает все подсказки и может разгадывать дело по ходу произведения вместе с героями. Более того, все дела постепенно складываются в общую картину. В то же время множество персонажей, высказывающих свои теории, а не постепенное раскрытие, построенное на нахождении улик, может быть разочаровывающим.
Динамика отношений главных героев нездорова — Такубоку Исикава постоянно использует Кёсукэ и в то же время обращается с ним, как с мусором. Но она делает интересной главную трагедию истории — Исикава умер в 1912 году от туберкулёза. Игра Такахиро Сакураи (Кёсукэ) позволяет ощутить переживания за человека не из-за него самого, а из-за того, что он дорог кому-то другому.
Аниме поднимает темы христианства, удовольствия и правды, частично скрывающейся за уловками.

## Примечание
1. 1 2  Woodpecker Detective's Office Anime's Video Reveals More Cast, Theme Song Artists, April 13 Debut (англ.). Anime News Network (5 февраля 2020). Дата обращения: 5 февраля 2020. Архивировано 11 марта 2020 года.
2. 1 2 3  Alex Mateo. Woodpecker Detective's Office Manga Ends (англ.). Anime News Network (20 мая 2021). Дата обращения: 24 мая 2021. Архивировано 24 мая 2021 года.
3. ↑  Hanebad's Shinpei Ezaki Directs Woodpecker Detective's Office Anime at Liden Films (англ.). Anime News Network (22 марта 2019). Дата обращения: 5 июля 2019. Архивировано 21 мая 2019 года.
4. ↑  Аниме Woodpecker Detective's Office выйдет весной 2020 года. Crunchyroll (4 октября 2019).
5. 1 2 3 4 5 6 7  The Best (And Worst) Anime of Spring 2020 (англ.). Anime News Network (26 июня 2020). Дата обращения: 3 июля 2020. Архивировано 30 июня 2020 года.